# Potamogeton hillii
Potamogeton hillii là một loài thực vật có hoa trong họ Potamogetonaceae. Loài này được Morong miêu tả khoa học đầu tiên năm 1881.